# Margaret Adams
Margaret Adams foi uma aviadora australiana.
Em 1938, Adams, que era de Sydney, foi ativa na formação do Clube de Voo de Mulheres Australianas (AWFC). Ela foi eleita a presidente inaugural do clube, em setembro de 1938. O clube foi concebido como um clube social para as mulheres pilotos, e por volta de 1939, o clube tinha cerca de 300 membros. Os membros foram submetidos a cursos de primeiros socorros, e estudaram engenharia aeronáutica e navegação. Elas também fizeram uma série de utensílios e objectos, tais como meias, para a Real Força Aérea Australiana. Em 1940 foi formado o Corpo de Treino Aéreo Feminino e os clubes tornaram-se parte da organização.
Em 1958, Adams, casada e usando seu nome de casada (Kentley) juntou-se à organização internacional de mulheres pilotos Ninety-Nines. Em 1960, ela e Maie Casey receberam a carta do capítulo australiano da organização em uma recepção no Royal Aero Club, em Londres, Inglaterra.